# Jair Diego Alves de Brito
Jair Diego Alves de Brito, noto anche con lo pseudonimo di Jajá (Catanduva, 15 aprile 2001), è un calciatore brasiliano, attaccante del Pafos.

## Carriera

### Club
Cresciuto nel settore giovanile dell'Athl. Paranaense, debutta in prima squadra il 22 gennaio 2020, in occasione dell'incontro del Campionato Paranaense vinto per 1-0 contro il PSTC. L'11 marzo ha esordito in Coppa Libertadores, disputando l'incontro perso per 1-0 contro il Colo-Colo. Debutta nel Brasileirão il 26 agosto, nell'incontro perso per 1-0 contro il San Paolo.

### Nazionale
Nel 2020 ha giocato tre partite con la nazionale brasiliana Under-20, realizzandovi anche una rete.

## Statistiche

### Presenze e reti nei club
Statistiche aggiornate al 4 aprile 2023.
| Stagione        | Squadra          | Campionato      | Campionato | Campionato | Coppe nazionali | Coppe nazionali | Coppe nazionali | Coppe continentali | Coppe continentali | Coppe continentali | Altre coppe | Altre coppe | Altre coppe | Totale | Totale |
| Stagione        | Squadra          | Comp            | Pres       | Reti       | Comp            | Pres            | Reti            | Comp               | Pres               | Reti               | Comp        | Pres        | Reti        | Pres   | Reti   |
| --------------- | ---------------- | --------------- | ---------- | ---------- | --------------- | --------------- | --------------- | ------------------ | ------------------ | ------------------ | ----------- | ----------- | ----------- | ------ | ------ |
| 2020            | Athl. Paranaense | A1/PR+A         | 9+1        | 3+0        | CB              | 0               | 0               | CL                 | 1                  | 0                  | SB          | 0           | 0           | 11     | 3      |
| gen.-lug. 2021  | Athl. Paranaense | A1/PR+A         | 9+0        | 1+0        | CB              | 0               | 0               | CS                 | 0                  | 0                  |             | -           | -           | 9      | 1      |
| lug.-dic. 2021  | CRB              | PD/AL+B         | 0+25       | 0+3        | CB              | 2               | 0               |                    | -                  | -                  | CdN         | 1           | 0           | 28     | 3      |
| apr.-dic. 2022  | Cruzeiro         | M1/MG+B         | 0+19       | 0+4        | CB              | 2               | 0               |                    | -                  | -                  |             | -           | -           | 21     | 4      |
| gen.-feb. 2023  | Athl. Paranaense | A1/PR+A         | 4+0        | 1+0        | CB              | 0               | 0               | CL                 | 0                  | 0                  |             | -           | -           | 4      | 1      |
| feb.-giu. 2023  | Torpedo Mosca    | PL              | 4          | 0          | CR              | 0               | 0               |                    | -                  | -                  |             | -           | -           | 4      | 0      |
| Totale carriera | Totale carriera  | Totale carriera | 71         | 12         |                 | 4               | 0               |                    | 1                  | 0                  |             | 1           | 0           | 77     | 12     |

## Palmarès

### Club

#### Competizioni statali
- Campionato Paranaense: 1

Athl. Paranaense: 2020

#### Competizioni nazionali
- Campeonato Brasileiro Série B: 1

Cruzeiro: 2022
- Campionato cipriota: 1

Pafos: 2024-2025